# Arnaud De Greef
Arnaud De Greef (Jette, 12 april 1992) is een Belgische voetballer. Hij verruilde in 2016 FC Dordrecht voor KMSK Deinze.

## Carrière

### Jeugd
De Greef sloot zich op vijfjarige leeftijd aan bij de jeugd van RSC Anderlecht. De Brusselaar doorliep alle jeugdreeksen van paars-wit. Hij werd opgeleid als centrale verdediger, maar speelde soms ook als verdedigende middenvelder.
De Greef haalde het belofte-elftal van Anderlecht. Hij werd er een vaste waarde en mocht in 2009 voor het eerst meetrainen met de A-kern. In de voorbereiding op het seizoen 2009/10 nam trainer Ariël Jacobs hem mee op stage. Tijdens het seizoen 2010/11 haalde De Greef door heel wat blessureleed in de A-kern ook een paar keer de bank. Invallen deed hij niet. Een definitieve overgang naar de A-kern bleef uit, waarna hij andere oorden opzocht.

### KVC Westerlo
In de zomer van 2011 verhuisde De Greef naar het KVC Westerlo van trainer Jan Ceulemans. Hij tekende er een contract voor twee seizoenen, met een optie op een bijkomend jaar. Doelman Stefan Roef maakte in die periode ook de overstap van de beloften van Anderlecht naar Westerlo.
Op 14 juli 2011 maakte De Greef zijn officiële debuut in het shirt van Westerlo. In de voorrondes van de UEFA Europa League startte hij in de basis tegen het Finse TPS Turku. Westerlo won met 0-1. Een week later werd het 0-0, waardoor Westerlo voor het eerst een Europese voorronde overleefde. Westerlo degradeerde echter op het einde van het seizoen naar Tweede klasse, De Greef degradeerde mee. In tweede klasse was De Greef niet altijd een bassisspeler meer.

### Eendracht Aalst
Op 11 augustus 2013 tekende De Greef een eenjarig contract met optie bij SC Eendracht Aalst, waarvoor hij officieel zijn debuut maakte met een invalbeurt tijdens de bekerwedstrijd tegen KSV Temse. In zijn eerste seizoen was hij een vaste waarde in de ploeg. Hierdoor werd op 12 november 2014 zijn contract verlengd 2016 met optie. De Greef zat dit contract echter niet uit en vertrok in 2015 bij Eendracht Aalst. Ook in zijn tweede seizoen bij de Ajuinen was hij een basisspeler.

### FC Dordrecht
Mede door de licentieperikelen bij SC Eendracht Aalst besluit Arnaud andere oorden op te zoeken en tekent hij op 11 juli 2015 een eenjarig contract met optie voor een bijkomend seizoen bij de Nederlandse eerstedivisionist FC Dordrecht. Ook hier was hij een vaste waarde in het elftal.

### KMSK Deinze
In 2016 nam De Greef de overstap naar KMSK Deinze, hier tekende hij een tweejarig contract tot juni 2018. De Greef was in deze 2 jaar een vaste titularis. Hij speelde in totaal 62 wedstrijden over deze 2 seizoenen. Hij kreeg een vontractverlenging tot juni 2020 in april 2018. Vervolgens was hij opnieuw 2 seizoenen basisspeler. Hij wist in deze 2 seizoenen 59 wedstrijden te spelen en was hiermee een sleutelstuk in Deinze's promotie naar Eerste klasse B. Zijn contract werd in mei 2020 verlengd tot 2022. Aan het eind van het seizoen 2020/21 stopte hij met profvoetbal omdat hij bleef sukkelen met blessures.

## Statistieken
| Seizoen         | Club               | Land               | Competitie             | Competitie | Competitie | Beker | Beker | Europa | Europa | Totaal | Totaal |
| Seizoen         | Club               | Land               | Competitie             | Wed.       | Dlp.       | Wed.  | Dlp.  | Wed.   | Dlp.   | Wed.   | Dlp.   |
| --------------- | ------------------ | ------------------ | ---------------------- | ---------- | ---------- | ----- | ----- | ------ | ------ | ------ | ------ |
| 2011/12         | KVC Westerlo       | Vlag van België    | Jupiler Pro League     | 31         | 0          | 1     | 0     | 3      | 0      | 35     | 0      |
| 2012/13         | KVC Westerlo       | Vlag van België    | Tweede klasse          | 15         | 0          | 3     | 0     | 0      | 0      | 18     | 0      |
| 2013/14         | SC Eendracht Aalst | Vlag van België    | Tweede klasse          | 31         | 0          | 1     | 0     | 0      | 0      | 32     | 0      |
| 2014/15         | SC Eendracht Aalst | Vlag van België    | Tweede klasse          | 31         | 1          | 3     | 0     | 0      | 0      | 34     | 1      |
| 2015/16         | FC Dordrecht       | Vlag van Nederland | Eerste divisie         | 30         | 0          | 2     | 0     | 0      | 0      | 32     | 0      |
| 2016/17         | KMSK Deinze        | Vlag van België    | Eerste klasse amateurs | 26         | 1          | 3     | 0     | 0      | 0      | 29     | 1      |
| 2017/18         | KMSK Deinze        | Vlag van België    | Eerste klasse amateurs | 32         | 1          | 1     | 0     | 0      | 0      | 33     | 1      |
| 2018/19         | KMSK Deinze        | Vlag van België    | Eerste klasse amateurs | 32         | 0          | 5     | 1     | 0      | 0      | 37     | 1      |
| 2019/20         | KMSK Deinze        | Vlag van België    | Eerste klasse amateurs | 24         | 0          | 2     | 0     | 0      | 0      | 26     | 0      |
| 2020/21         | KMSK Deinze        | Vlag van België    | Eerste klasse B        | 2          | 0          | 0     | 0     | 0      | 0      | 2      | 0      |
| Carrière totaal | Carrière totaal    | Carrière totaal    | Carrière totaal        | 254        | 3          | 21    | 1     | 3      | 0      | 282    | 4      |

## Palmares
| Kampioen Eerste klasse Amateurs | 1x | 2019/20 |